# Tổng Villers-Bocage, Calvados
Tổng Villers-Bocage là một tổng thuộc tỉnh Calvados trong vùng Normandie.

## Địa lý
Tổng này được tổ chức xung quanh Villers-Bocage ở quận Caen. Độ cao khu vực này dao động từ 47 m (Missy) đến 334 m (Campandré-Valcongrain) với độ cao trung bình 150 m.

## Hành chính
| Giai đoạn     | Ủy viên           | Đảng | Tư cách                                                         |
| ------------- | ----------------- | ---- | --------------------------------------------------------------- |
| 1994 - 2008   | Xavier Lebrun     | DVD  | Thị trưởng Villers-Bocage, Président de Villers-Bocage Intercom |
| 2008 - actuel | Marie-Odile Marie | SE   | Directrice de société, adj. de Villers-Bocage                   |

## Các đơn vị trực thuộc
Tổng Villers-Bocage gồm 22 xã với dân số 9 266 người (điều tra dân số năm 1999, dân số không tính trùng)
| Xã                      | Dân số | Mã bưu chính | Mã insee |
| ----------------------- | ------ | ------------ | -------- |
| Amayé-sur-Seulles       | 163    | 14310        | 14007    |
| Banneville-sur-Ajon     | 389    | 14260        | 14037    |
| Bonnemaison             | 324    | 14260        | 14084    |
| Campandré-Valcongrain   | 87     | 14260        | 14128    |
| Courvaudon              | 199    | 14260        | 14195    |
| Épinay-sur-Odon         | 536    | 14310        | 14241    |
| Landes-sur-Ajon         | 252    | 14310        | 14353    |
| Le Locheur              | 280    | 14210        | 14373    |
| Longvillers             | 323    | 14310        | 14379    |
| Maisoncelles-Pelvey     | 228    | 14310        | 14389    |
| Maisoncelles-sur-Ajon   | 182    | 14210        | 14390    |
| Le Mesnil-au-Grain      | 57     | 14260        | 14412    |
| Missy                   | 463    | 14210        | 14432    |
| Monts-en-Bessin         | 388    | 14310        | 14449    |
| Noyers-Bocage           | 822    | 14210        | 14475    |
| Parfouru-sur-Odon       | 136    | 14310        | 14491    |
| Saint-Agnan-le-Malherbe | 95     | 14260        | 14553    |
| Saint-Louet-sur-Seulles | 171    | 14310        | 14607    |
| Tournay-sur-Odon        | 346    | 14310        | 14702    |
| Tracy-Bocage            | 297    | 14310        | 14708    |
| Villers-Bocage          | 2 904  | 14310        | 14752    |
| Villy-Bocage            | 624    | 14310        | 14760    |

## Biến động dân số
| 1962                                                     | 1968  | 1975  | 1982  | 1990  | 1999  |
| -------------------------------------------------------- | ----- | ----- | ----- | ----- | ----- |
| 6 592                                                    | 6 598 | 6 851 | 8 013 | 8 913 | 9 266 |
| Nombre retenu à partir de 1962 : dân số không tính trùng |       |       |       |       |       |